# Бржеский, Николай Корнилович
Николай Корнилович Бржеский (7 ноября 1860—1910) — российский экономист, юрист, общественно-политический деятель, публицист.

## Биография
Николай Бржеский родился 7 ноября 1860 года в дворянской семье. После окончания курса в Первой Санкт-Петербургской гимназии, в 1879 году поступил на юридический факультет Санкт-Петербургского университета. В 1883 году под руководством профессора В. А. Лебедева написал книгу «Государственные долги России», которая была удостоена факультетом премии Топчибашева и напечатана за счёт университета в 1884 году.
После окончания курса в 1883 году оставлен при университете по кафедре финансового права для приготовления к профессорскому званию. Затем поехал за границу, где он пробыл три года, занимаясь изучением финансовой науки и собиранием материалов для магистерской диссертации.
В 1888 году юридическим факультетом избран хранителем статистического кабинета. Вёл со студентами практический курс по статистике внешней торговли России. В том же 1888 году за предоставленное факультету исследование «Податная реформа: Французские теории XVIII столетия» получил степень магистра финансового права.
В 1898 году перешёл на службу в министерство финансов. Референт государственной канцелярии (1891). С 1893 года — член тарифного и торгово-промышленного комитета министерства финансов и вице-директор департамента окладных сборов.
Редактор юбилейного издания «Столетие Министерства финансов» (1902).
В 1910 году скончался и похоронен в Вильно.

## Труды
- Государственные долги России: Ист.-стат. исслед. Н. Бржеского, канд. юрид. наук Санкт-Петербург: типо-лит. А. М. Вольфа, 1884. — XII, 284, 68 с., 3 л. табл.
- Податная реформа: Французские теории XVIII столетия: Исследование Николая Бржеского Санкт-Петербург: типо-лит. А. М. Вольфа, 1888. — XVII, [3], 194 с.
- Круговая порука сельских обществ: суждения редакционных комиссий по составлению положений 19 февраля 1861 г. и правительственные взгляды за время с 1861 по 1895 г. — СПб.: тип. В. Киршбаума, 1896. — 114 с.
- Недоимочность и круговая порука сельских обществ: историко-критический обзор действующего законодательства. — СПб.: тип. В. Киршбаума, 1897. — 427 с.: табл.
- Общинный быт и хозяйственная необеспеченность крестьян: [По поводу предстоящего пересмотра крестьянских положений]: Исслед. Николая Бржеского, д-ра фин. права Санкт-Петербург: тип. В. Киршбаума, 1899. — X, 87 с.
- Очерки юридического быта крестьян: Исслед. Николая Бржеского, д-ра фин. права Санкт-Петербург: тип. В. Киршбаума, 1902. — [6], II, 185 с.
- Очерки аграрного быта крестьян: Исслед. Николая Бржеского, д-ра фин. права. 1- Санкт-Петербург: тип. В. Ф. Киршбаума, 1908.